# Stethem (Schiff)
Die USS Stethem (DDG-63) ist ein US-amerikanischer Zerstörer der Arleigh-Burke-Klasse. Die United States Navy benannte das Schiff nach ihrem Petty Officer Robert Stethem, der bei der Entführung von TWA-Flug 847 getötet worden war.

## Geschichte
Die United States Navy gab DDG-63 1990 in Auftrag. Im Mai 1993 wurde der Zerstörer bei Ingalls Shipbuilding auf Kiel gelegt und lief im Juni des folgenden Jahres vom Stapel. Taufpatin für das Schiff war Patricia L. Stethem, die Mutter von Robert. Offizielle Indienststellung war am 21. Oktober 1995.
Am 23. November 1995 lief die Stethem aus, um die Crew einer abgestürzten Lockheed C-130 der United States Air Force zu suchen. 1997 lief der Zerstörer zu seiner ersten Verlegung aus, am 3. Juli erreichte das Schiff Bahrain. Während der Operation Southern Watch fuhr die Stethem mit den Trägern Constellation und John F. Kennedy. Auch 1999 war das Ziel des Schiffes der Persische Golf. Teilweise fuhr sie mit Theodore Roosevelt. 2001 begann die dritte Verlegung in den Golf, diesmal mit Harry S. Truman. Später im Jahr nahm sie an Operation Noble Eagle teil, der direkten Antwort auf die Terroranschläge am 11. September 2001 in den USA. Im Anschluss ging das Schiff ins Trockendock.
2002 und 2003 verbrachte die Stethem vorwiegend mit Übungen, am 5. April 2003 startete vom Zerstörer die erste BGM-109 Tomahawk Block IV überhaupt.
2006 verlegte das Schiff erneut, nahm unter anderem an einer Übung mit der japanischen Marine teil. 2007 stand dann die Übung Valiant Shield auf dem Plan der Stethem. 2008 beschützte der Zerstörer die Kitty Hawk bei einer Verlegung im Westpazifik und nahm im April mit der Kampfgruppe an einem Hafenbesuch in Hongkong teil. 2009 fuhr die Stethem an der Seite der Essex im Westpazifik. Nach dem Bombardement von Yeonpyeong verlegte der Zerstörer an der Seite der George Washington ins Gelbe Meer.